# Ribes glabricalycinum
Ribes glabricalycinum là một loài thực vật có hoa trong họ Grossulariaceae. Loài này được L.T. Lu miêu tả khoa học đầu tiên năm 1993.